# Batalla en el cielo
Batalla en el cielo és una pel·lícula mexicana del 2005 escrita i dirigida per Carlos Reygadas (1971-), realitzador de la pel·lícula Japón (2002). Presentada durant el 58è Festival Internacional de Cinema de Canes de 2005, on va competir per la Palma d'Or que finalment va rebre L'enfant, dels germans Dardenne.

## Sinopsi
Marcos, un xofer de la Ciutat de Mèxic i la seva esposa segresten un bebè, però aquest mor i deslliga tràgiques conseqüències per tots els involucrats. Mentre Marcos porta Ana, la filla del seu cap a un lloc, la culpa el corroeix per dins i es mostra preocupat; com es coneixen des de la infància, la jove qüestiona al xofer sobre la seva estranya actitud, i llavors li confessa el crim que ha comès. Ana és una noia frívola que es prostitueix per plaer. A la seva casa, Marcos li conta a la seva esposa que va parlar amb Ana sobre el crim del bebè, l'esposa obliga el xofer a assegurar-se que Ana no digui res. Després d'una trobada sexual Ana li demana a Marcos que es lliuri a la policia, però el xofer cada vegada es troba més angoixat pel seu crim i decideix apunyalar Ana. La policia descobreix els dos crims de l'home i emprenen la seva cerca. Marcos decideix buscar el penediment caminant cap a la Basílica de Guadalupe, on de genolls és atrapat per la seva esposa acompanyada de la policia.

## Repartiment
- Marcos Hernández com Marcos.[1]
- Anapola Mushkadiz com a Ana.[1]
- Bertha Ruiz com a l'esposa de Marcos.
- David Bornstein com a Jaime.
- Rosalinda Ramírez com a Vicky.
- El Abuelo com a Cap de policies
- Brenda Angulo com a Madame.
- El Mago com a l'orador.
- Francisco 'El Gato' Martínez com a dispensador de gasolina.
- Diego Martínez Vignatti com a jugador de fútbol.
- Alejandro Mayar com a inspector de policia.
- Chavo Nava com a Conductor neuròtic.
- Estela Tamariz com a Inés.

## Producció
La cinta és una producció conjunta d'Alemanya, Bèlgica, França i Mèxic, el 75% del finançament és europea. Per al seu rodatge va ocupar de nou persones sense experiència actoral i el seu equip de producció es va reduir de 35 a només 12 persones.

## Recepció
L'estrena de la pel·lícula va generar molta expectació tant pels comentaris rebuts per part de la crítica europea, com pel seu fort contingut sexual. La seqüència inicial i final de la pel·lícula és una fel·lació, escena que va ser censurada en la seva exhibició comercial en Mèxic, acció que el mateix Carlos Reygadas va acceptar va ser autoimposada a sol·licitud de membres de l'elenc.

## Crítiques
Jonathan Romney diu que "fins a cert punt, Batalla en el cielo podria semblar un altre exemple escalfat d'un mite familiar de la pel·lícula: un no-esperança força repel·lent redimit per sexe calent amb una prostituta quasi virginal", però que "finalment és difícil saber si Reygadas es pren seriosament el seu tema transcendental i religiós o el deriva directament, o fins i tot ens burla de prendre'l seriosament."
Lisa Schwarzbaum dona a la pel·lícula una qualificació de D+. "Entre aquests dos captadors d'atenció sobre un tema d'asta de bandera, interpretat amb languidesa i observat indiferentment, el cineasta i provocador mexicà Carlos Reygadas posa en marxa la seva pròpia lluita per les toleràncies estètiques dels espectadors, incitant-nos a reaccionar davant d'imatges sobre les quals ell mateix estudiosament no ofereix cap opinió". " Schwarzbaum troba que "per tot el xoc de la carnalitat clínica de la pel·lícula, aquesta batalla s'ha perdut."
Batalla en el cielo més tard va ser votada com una de les 30 millors pel·lícules de la seva dècada en una enquesta per Sight & Sound. També va ser classificada per Michael Atkinson de The Village Voice com la cinquena gran pel·lícula des del 2000 a l'enquesta de la BBC de 2016.

## Premis
- 2005: Festival de Lima, millor fotografia i millor pel·lícula
- 2006: Festival de Rio de Janeiro
- 2006: Fipresci[4]
- 2006: Premi de la crítica
- 2006: Festivalissimo, millor pel·lícula
- 2006: San Rafael, millor pel·lícula
- European Film Academy: nominada a millor pel·lícula no europea[11]